# Agnès Evein
 (mai 2011).
Si vous disposez d'ouvrages ou d'articles de référence ou si vous connaissez des sites web de qualité traitant du thème abordé ici, merci de compléter l'article en donnant les références utiles à sa vérifiabilité et en les liant à la section « Notes et références ».
Agnès Evein est une créatrice de costumes de cinéma, TV, théâtre, née à Paris le 29 novembre 1963.

## Biographie

### Formation
En 1983 elle intègre une préparation aux Arts Décoratifs et aux Beaux Arts, puis se dirige en 1984 vers une école de création textile et obtient en 1987 un diplôme de créateur textile, option accessoires et histoire du costume.

## Filmographie
- 1988 : L'Œuvre au noir d'André Delvaux
- 1988 : La Vie et rien d'autre de Bertrand Tavernier
- 1990 : Le Fantôme de l'Opéra de Tony Richardson
- 1991 : L.627 de Bertrand Tavernier
- 1992 : L'Instinct de l'ange de Richard Dembo
- 1993 : La Fille de d’Artagnan de Bertrand Tavernier
- 1995 : Capitaine Conan de Bertrand Tavernier
- 1995 : Les Petites Bonnes de Serge Korber
- 1995 : Sixième classique de Bernard Stora
- 1996 : Soleil de Roger Hanin
- 1996 : Flairs ennemis de Robin Davis
- 1997 : Les Migrations de Vladimir de Milka Assaf
- 1997 : De père en fils de Christophe Restiau
- 1998 : Les Enfants du marais de Jean Becker
- 1999 : Anibal de Pierre Boutron
- 1999 : Un cœur oublié de Philippe Monnier
- 2000 : La Traviata de Giuseppe Patroni Griffi
- 2002 : Aurélien d'Arnaud Sélignac
- 2004 : Gigola (préparation, film non réalisé) d'Arnaud Sélignac
- 2004 : Petit savant fou de Janet Marcus
- 2005 : Le Cri (série TV) d'Hervé Baslé
- 2006 : Les Mains d'Andrea (court métrage) de Sébastien Betbeder
- 2007 : Versailles, le rêve d'un roi de Thierry Binisti
- 2008 : Désobéir (téléfilm) de Joël Santoni
- 2009 : La Très Excellente et Divertissante Histoire de François Rabelais d'Hervé Baslé
- 2011 : Les affaires sont les affaires de Philippe Bérenger
- 2021 : Florence Nightingale d' Aurine Crémieu
- 2022 : Sarah Bernhardt d' Aurine Crémieu

## Théâtre
- 2018 : Mon ami La Fontaine de Philippe Murgier
- 2004 et 1998 : Le Sénateur Fox de Jean-Luc Tardieu
- 1994 : Œdipe roi de Serge Noyelle
- 1989 : Port-Royal de Raymond Gérôme

## Nominations
- 2008 : Lutins du court métrage : Lutin du meilleur costume : Les Mains d'Andréa de Sébastien Betbeder
- 1997 : César des meilleurs costumes : Capitaine Conan de Bertrand Tavernier